# اوله ژنیخ
اوله ژنیخ (اوکراینی: Олег Васильович Женюх؛ زادهٔ ۲۲ مارس ۱۹۸۷) بازیکن فوتبال اهل اوکراین است.
از باشگاه‌هایی که در آن بازی کرده‌است می‌توان به باشگاه فوتبال کارپاتی لویو اشاره کرد.